# Нойкупприц
Но́йкупприц или Но́ве-Ко́порцы (нем. Neukuppritz; в.-луж. Nowe Koporcyо файле) — деревня в Верхней Лужице, Германия. Входит в состав коммуны Хохкирх района Баутцен в земле Саксония. Подчиняется административному округу Дрезден.

## География
Располагается при автомобильной дороге B 6 примерно в одном километре юго-восточнее от административного центра коммуны Хохкирх.
Соседние населённые пункты: на севере — деревня Копорцы, на юго-востоке — деревня Блоцаны, на юге — деревня Жорносыки, на юго-западе — деревни Вуежк-под-Чорнобогом и Новы-Вуежк и на северо-западе — административный центр коммуны Хохкирх.

## История
Основана в 18 веке при гостином доме «Zum Weißen Schwan» и овцеводческого хозяйства усадьбы Купприца, располагавшихся на дороге между Хохкирхом и Плотценом.
До 1936 года входила в состав коммуны Купприц. В 1936 году вместе с Купприцом вошла в современную коммуну Хохкирх.
В настоящее время деревня входит в состав культурно-территориальной автономии «Лужицкая поселенческая область», на территории которой действуют законодательные акты земель Саксонии и Бранденбурга, содействующие сохранению лужицких языков и культуры лужичан.
Официальным языком в населённом пункте, помимо немецкого, является также верхнелужицкий язык.